# Hönow (metropolitana di Berlino)
La stazione di Hönow è una stazione della metropolitana di Berlino, capolinea orientale della linea U5.
Situata nel quartiere di Hellersdorf, prende il nome dalla vicina città di Hönow alla cui apparteneva fino alla riunificazione tedesca.
La stazione è dotata di tre binari con una banchina centrale ad isola ed una laterale. La banchina laterale non viene più utilizzata.

## Storia
La stazione di Hönow fu progettata come capolinea orientale del prolungamento della linea E (oggi U5) dall'allora capolinea di Elsterwerdaer Platz; tale tratta venne aperta all'esercizio il 1º luglio 1989.
Nel 2017 la stazione, analogamente alle altre della tratta, venne posta sotto tutela monumentale (Denkmalschutz) in quanto testimonianza della storia dei trasporti nella Repubblica Democratica Tedesca.

## Interscambi
- Fermata autobus